# Ministerio de Gobernación y Policía de Costa Rica
El Ministerio de Gobernación y Policía de Costa Rica (MGP) es el ministerio del gobierno de Costa Rica encargado de promover la gobernanza territorial y el fortalecimiento de la participación ciudadana, así como de encargarse de otros cosas de temas como la migración o el desarrollo local. En 1994, vía Decreto Ejecutivo, se le encarga al ministro de Seguridad Pública el recargo del Ministerio de Gobernación y su respectiva cartera. Como no se reformó la Ley, la naturaleza y condición jurídica, administrativa y presupuestaria sigue siendo independiente del Ministerio de Seguridad Pública. Su actual titular es Mario Zamora Cordero.

## Historia
El 9 de abril de 1844, durante la primera administración de José María Alfaro Zamora, se crea la cartera de Gobernación y Policía, Relaciones Interiores y Exteriores, siendo su primer titular José María Castro Madriz, quien posteriormente fue el primer presidente de la República. El primer vicecanciller, nombrado en 1852, fue el periodista francés Adolphe Marie.
El 10 de febrero de 1847, se promulga la Constitución Política de 1847, y en la cual se establece la creación del Ministerio de Relaciones Interiores, Exteriores, Gobernación, Justicia y Negocios Eclesiásticos. En 1848, se separa la cartera de Justicia del Ministerio.
En 1851, el Ministerio la cartera de Gobernación toma el nombre de Interior, y el Ministerio toma el nombre de Ministerio de Relaciones y de lo Interior, esto hasta 1853. Posteriormente, en 1856, se transforma en el Ministerio de Relaciones y Gobernación, y, en 1857, la cartera de Gobernación se separa del Ministerio y se establece el Ministerio de lo Interior.
En 1868, la cartera de Gobernación es absorbida por el Ministerio de Guerra, Marina, Gobernación, Fomento y Justicia. En 1883, este Ministerio se separaría de las carteras de Guerra, Marina y Fomento, y toma el nombre de Ministerio de Gobernación, Gracia y Justicia. En 1885, absorbe las carteras de Policía y Fomento, y se separa de la cartera de Justicia, y toma el nombre de Ministerio de Gobernación, Policía y Fomento. Posteriormente, en 1899, se separa de la cartera de Fomento, pero la vuelve a integrar en 1901.
Durante la Dictadura de los Hermanos Tinoco, entre 1917 y 1919, se crea la Secretaría de Gobernación y Policía, la cual después de la caída de la dictadura mantiene su nombre. En 1930, la Secretaría absorbe la cartera de Trabajo y Previsión Social, esto hasta 1943.
Mediante la Junta Fundadora de la Segunda República, se crea el Ministerio de Gobernación y Policía, y se nombra a su primer ministro, el señor Fernando Valverde Vega; sin embargo, el 1 de septiembre de 1949, y por medio del Decreto n.° 696, se refunden los ministerios de Justicia y Gracia y de Gobernación y Policía en el Ministerio de Gobernación, Policía, Justicia y Gracia, los cuales se adscriben con las mismas atribuciones y facultades.
Durante la administración de Rodrigo Carazo Odio, se fusionan el Ministerio de Seguridad Pública y el Ministerio de Gobernación y Policía en uno solo, el cual se denominó como Ministerio del Interior; no obstante, en posteriores administraciones este proyecto no tuvo el apoyo necesario para continuar. Además, durante esta administración, el 28 de abril de 1982, se separa la cartera de Justicia del Ministerio, tomando su nombre actual de Ministerio de Gobernación y Policía (MGP).
En 1994, por decisión política, y vía Decreto Ejecutivo, se le encarga al ministro de Seguridad Pública el recargo del Ministerio de Gobernación y su respectiva cartera. Como no se reformó la Ley, la naturaleza y condición jurídica, administrativa y presupuestaria sigue siendo independiente del Ministerio de Seguridad Pública.

## Estructura
El Ministerio de Gobernación y Policía de Costa Rica se estructura en los siguientes órganos y dependencias:
- Dirección Administrativa Financiera.
  - Departamento de Gestión Institucional.
  - Departamento de Proveeduría.
  - Departamento Financiero.
- Dirección de Control de Propaganda.

Además cuenta con los siguientes órganos dependientes:
- La Dirección General de Migración y Extranjería (DGME).
- La Imprenta Nacional.
- La Dirección Nacional de Desarrollo Comunal (DINADECO).
- El Tribunal Registral Administrativo.
- El Tribunal Administrativo Migratorio.
- Los Centros Cívicos para la Paz.